# Гелена Каган

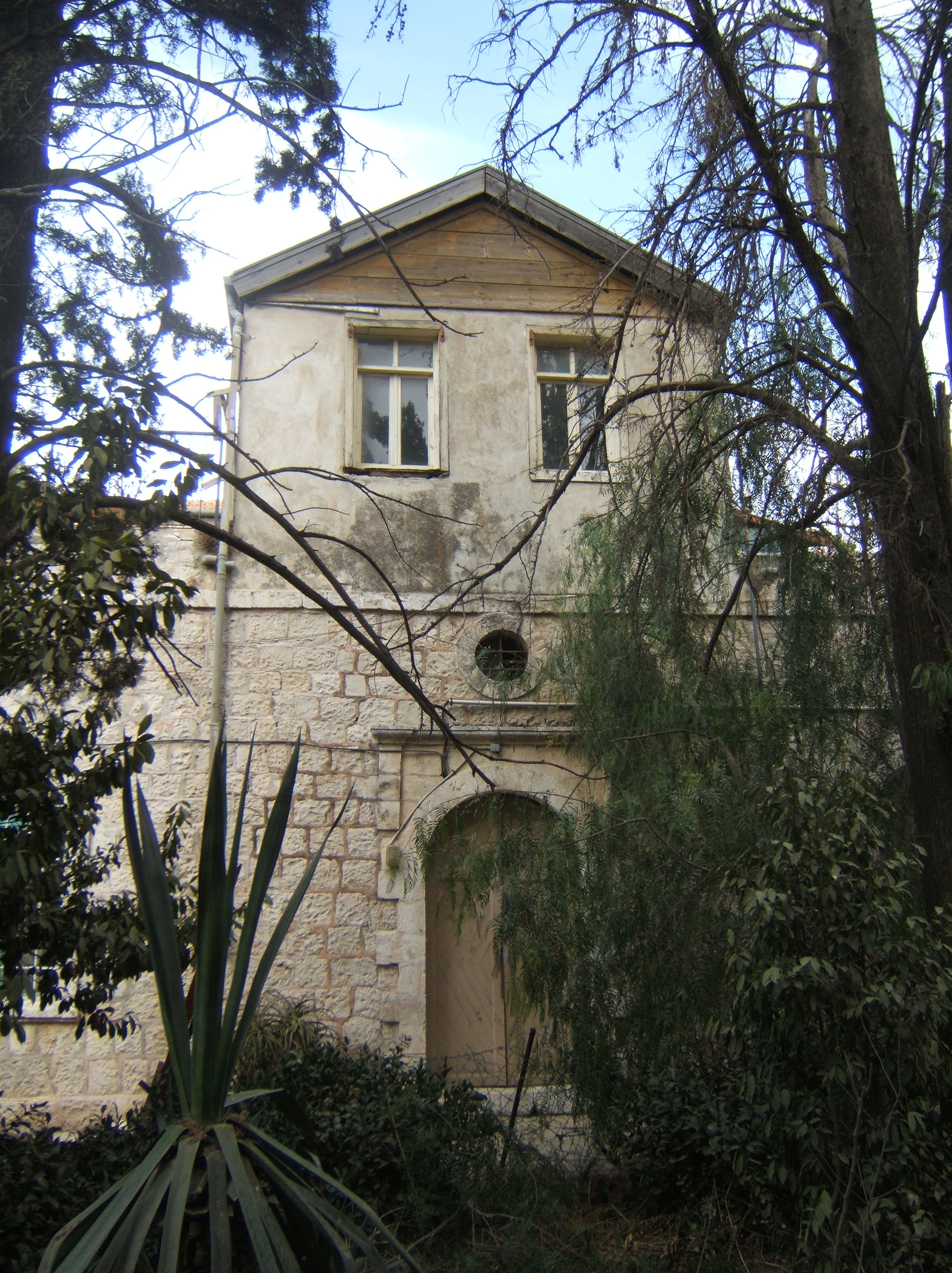
Дім Гелени Каган на Вулиця Пророків в Єрусалимі

Гелена Каган (івр. הלנה כגן (25 вересня 1889 , Ташкент, Туркестанське генерал-губернаторство  — 24 вересня 1978 , Єрусалим )) — лікарка, ізраїльський піонер педіатрії, працювала в Єрусалимі.  Відповідала за розвиток охорони здоров'я в Ізраїлі. Працюючи під егідою організації Хадасса, вона лікувала місцевих дітей незалежно від релігійної приналежності їхніх батьків.

## Життєпис
Гелена Каган народилася 1889 року в Ташкенті (нині Узбекистан), у родині Моше та Міріам Каган, єврейської пари з Риги. У них також був син на ім'я Ноах. Коли їх батько, інженер, відмовився прийняти християнство, він втратив роботу. Проте батькам вдалося оплатити навчання у школі Гелени та її старшого брата, і вони закінчили школу у 1905 році.
Каган вивчала фортепіано в Бернській консерваторії Musikschule та медицину в Бернському університеті, який закінчила в 1910 році і працювала в Берні за спеціальністю педіатр.
У 1936 році Каган вийшла заміж за Еміля Хаузера, скрипаля, який був учасником Будапештського струнного квартету та заснував Палестинську консерваторію в Єрусалимі. Каган померла бездітною 22 серпня 1978 року.

## Кар'єра в медицині
Навесні 1914 року Каган переїхала до Єрусалиму. Не маючи можливості отримати ліцензію на медичну практику, вирішила відкрити у себе вдома клініку, навчаючи молодих арабських та єврейських жінок акушерству та сестринській справі.
У 1916 році, після того, як останніх двох лікарів-чоловіків, які відіграли вирішальну роль у стримуванні епідемії холери, османська влада вигнала з міста, Каган отримала почесну ліцензію і почала працювати в невеликій дитячій лікарні. Так вона стала першим педіатром у країні та єдиною жінкою-лікарем в Османській імперії, яка керувала лікарнею як глава педіатричного відділення до 1925 року. Після цього Гелена з 1925 року почала працювати в Будинку немовлят для арабських дітей у Старому місті Єрусалима, де до 1948 року обіймала посаду медичного директора. Крім того, вона була одним із засновників Гістадрут Нашим Івріот (Єврейська жіноча організація), яка стала місцевим відділенням Міжнародної жіночої сіоністської організації (WIZO).
Каган заснувала Ізраїльську асоціацію педіатрів в 1927 році. Того ж року вона відкрила притулок для бездомних дітей та медичний центр у Старому місті Єрусалима для працюючих матерів, попередник тих, які сьогодні відомі як Типат Халав. 1936 року вона заснувала педіатричне відділення лікарні Бікур-Холім у Єрусалимі, яке очолювала до 1975 року. У 1947 році Гелена Коган була обрана членом опікунської ради Єврейського університету, а в 1965 році стала заступником голови Ради.

## Нагороди та визнання
Гелена була удостоєна Премії Ізраїлю в 1975 році за особливий внесок у розвиток суспільства і держави. Педіатричне відділення лікарні Бікур-Холім та громадський центр у Катамонімі в Єрусалимі носять її ім'я з 1962 та 1968 років, відповідно. У пізніші роки Каган працювала радником у Міністерстві охорони здоров'я, продовжуючи займатися педіатричним консультуванням вдома.